# Оленье озеро
Оле́нье о́зеро (Рейндир-Лейк; англ. Reindeer Lake) — озеро в центральной части Канады, на границе провинций Саскачеван и Манитоба, бо́льшая часть озера находится на территории Саскачевана. Озеро имеет ледниковое происхождение. Площадь водосбора 60 000 км². Площадь водной поверхности озера — 5650 квадратных километров, общая площадь — 6650 квадратных километров. С ноября по июнь покрыто льдом. Объём воды — 95,25 км³. Высота над уровнем моря — 337 м. 

## Описание
Скорее всего, название озера является переводом его алгонкинского названия. Это второе по величине озеро в провинции Саскачеван и девятое в Канаде. Береговая линия сильно изрезана, более 5500 мелких островов. На восточном берегу расположен посёлок Кинусао (Kinoosao), на северном — Броше (Brochet), на южном — Саутхенд. Сток воды в южной части озера, через Оленью реку и плотину в реку Черчилл и далее на восток в Гудзонов залив. Рыболовство, спортивная рыбалка, специализация — северная щука, судак, арктический хариус, также ловится озёрная форель.
В южной оконечности Оленьего озера находится Глубокая бухта (англ. Deep bay), ширина около 5 км, глубина до 220 м, она образовалась в результате падения метеорита около 100 млн лет назад.